# Le idi di marzo (film)
Le idi di marzo (The Ides of March) è un film del 2011 diretto e interpretato da George Clooney, tratto dall'opera teatrale Farragut North di Beau Willimon.

## Trama
Stephen Meyers è un giovane e brillante addetto stampa per la campagna elettorale di Mike Morris, governatore della Pennsylvania e candidato alle primarie democratiche per la presidenza, in competizione con il senatore dell'Arkansas Ted Pullman. I candidati sono in campagna elettorale in Ohio, ed entrambi i loro collaboratori stanno tentando di ottenere il sostegno del senatore della Carolina del Nord Franklin Thompson, che, con la sua influenza presso i grandi elettori democratici, può garantire a uno dei due sfidanti la vittoria.
Dopo un dibattito, Meyers viene contattato dal capo della campagna di Pullman, Tom Duffy, per un incontro segreto. In seguito a tale conversazione chiede al suo capo, il responsabile della campagna di Morris, Paul Zara, di essere richiamato, ma poi si incontra con Duffy, che gli offre una posizione nella campagna del senatore Pullman. Meyers rifiuta, affermando di aver sposato la campagna di Morris e di credere nelle sue idee. Duffy lo assicura che il suo ottimismo non durerà, poiché Morris potrebbe essere cinico e corrotto come molti altri candidati. Successivamente Zara chiama Meyers per chiedergli cosa avesse da dirgli, ma Meyers minimizza, rispondendo che tutto è stato risolto.
In piena campagna elettorale, Meyers si impegna in una relazione con Molly Stearns, una stagista della campagna di Morris e figlia di Jack Stearns, presidente del Democratic National Committee. Grazie a una telefonata di Morris nel cuore della notte, Meyers scopre che il candidato e la stagista hanno avuto rapporti durante una tappa della campagna in Iowa diverse settimane prima, e che Molly è rimasta incinta. Meyers decide di aiutare la ragazza offrendole i soldi per l'aborto, con la condizione di lasciare la campagna subito dopo.
Spinto dall'onestà, Meyers confida a Zara di essersi incontrato con Duffy, il quale gli ha rivelato che Pullman offrirà al senatore Thompson la posizione di segretario di Stato, garantendosi così la vittoria. Ida Horowicz, una giornalista del New York Times, si incontra con Meyers, rivelandogli che una fonte anonima l'ha informata del suo incontro con Duffy, che pubblicherà la notizia a meno che lui non le dia tutte le informazioni circa l'incontro fra Zara e Thompson. Meyers chiede aiuto a Zara, che gli rivela di essere stato proprio lui a informare la giornalista; quindi Zara licenzia Meyers per la sua slealtà nei confronti della campagna, dimostrata dal suo incontro con Duffy.
In preda alla collera, Meyers si reca da Duffy e si offre di lavorare per la campagna di Pullman, ma l'uomo rifiuta, sostenendo di non volere una seconda scelta dettata dalla rabbia. Meyers si ritrova vittima di uno schema machiavellico, in cui Duffy ammette di aver incontrato Meyers al fine di indurlo a raccontare tutto a Zara, così che Zara potesse rimuovere Meyers dalla campagna di Morris, indebolendo il candidato. Nel frattempo, dopo aver abortito, Molly viene a sapere che Meyers è stato licenziato e, temendo che il suo segreto possa essere rivelato, si suicida con una overdose di pillole.
Meyers ha un duro confronto con Morris, in cui il giovane chiede al governatore di sollevare Zara dal suo incarico per darlo a lui, e di offrire a Thompson la vicepresidenza in modo da garantirsi il suo appoggio, altrimenti la sua relazione con Molly verrà resa pubblica. Morris cede al ricatto quando Meyers sostiene di essere in possesso di un biglietto d'addio trovato in camera di Molly. Dopo il funerale di Molly, Zara si complimenta con Meyers per essere entrato a pieno negli intrighi della politica e di aver tratto vantaggio dalle ultime vicende. Nonostante la sconfitta in Ohio, avendo accettato Thompson e i suoi delegati, Morris si appresta a vincere le primarie come rappresentante dei democratici, in corsa per la futura presidenza degli Stati Uniti d'America.

## Produzione
Nell'ottobre del 2010, Clooney firma per produrre, dirigere ed interpretare un adattamento cinematografico della piéce teatrale di Broadway Farragut North di Beau Willimon, basata sulle primarie del 2004 del democratico Howard Dean. Exclusive Media Group, Cross Creek Pictures, Smokehouse Pictures e la Appian Way Productions di Leonardo DiCaprio hanno finanziato il film.
Con un budget di oltre 12 milioni di dollari, le riprese sono iniziate a Cincinnati, Ohio, nel febbraio 2011, successivamente la lavorazione ha avuto luogo nel centro di Detroit e Ann Arbor, Michigan.

## Distribuzione
È stato presentato in prima mondiale il 31 agosto 2011 come film d'apertura della 68ª Mostra internazionale d'arte cinematografica di Venezia, partecipando al concorso. Negli Stati Uniti la distribuzione del film, effettuata dalla Sony Pictures, è iniziata il 7 ottobre. In Italia è stato distribuito nelle sale il 16 dicembre 2011 dalla 01 Distribution.

## Riconoscimenti
- 2012 - Premio Oscar
  - Nomination Migliore sceneggiatura non originale a George Clooney, Grant Heslov e Beau Willimon
- 2012 - Golden Globe
  - Nomination Miglior film drammatico
  - Nomination Miglior regia a George Clooney
  - Nomination Miglior attore in un film drammatico a Ryan Gosling
  - Nomination Migliore sceneggiatura a Beau Willimon, Grant Heslov e George Clooney
- 2012 - Premio BAFTA
  - Nomination Miglior attore non protagonista a Philip Seymour Hoffman
  - Nomination Miglior sceneggiatura non originale a George Clooney, Grant Heslov e Beau Willimon
- 2012 - AACTA Awards
  - Miglior sceneggiatura internazionale a Beau Willimon, George Clooney e Grant Heslov
  - Nomination Miglior film internazionale a Grant Heslov, George Clooney e Brian Oliver
  - Nomination Miglior attore internazionale a Ryan Gosling
- 2012 - David di Donatello
  - Nomination Miglior film straniero a George Clooney
- 2011 - National Board of Review Awards
  - Migliori dieci film
- 2011 - Mostra internazionale d'arte cinematografica di Venezia
  - Premio Brian a George Clooney
  - Nomination Leone d'Oro a George Clooney
- 2012 - Critics' Choice Movie Award
  - Nomination Miglior cast
- 2012 - Central Ohio Film Critics Association Awards
  - Nomination Miglior cast
  - Nomination Attore dell'anno a Ryan Gosling
  - Nomination Attore dell'anno a George Clooney
  - Nomination Miglior sceneggiatura non originale a Beau Willimon, George Clooney e Grant Heslov
- 2012 - Artios Award
  - Nomination Miglio casting per un film studio o dramma indipendente a Ellen Chenoweth e Amelia Rasche McCarthy
- 2012 - Golden Trailer Awards
  - Miglior poster originale
  - Miglior poster drammatico
  - Miglior poster thriller
  - Nomination Miglior film drammatico
- 2011 - Hollywood Film Festival
  - Montatore dell'anno a Stephen Mirrione
- 2012 - NAACP Image Award
  - Nomination Miglior attore non protagonista a Jeffrey Wright
- 2012 - Palm Springs International Film Festival
  - Chairman's Award a George Clooney
- 2012 - PGA Awards
  - Nomination Produttore dell'anno a George Clooney, Grant Heslov e Brian Oliver
- 2012 - AARP Movies for Grownups Awards
  - Nomination Miglior regia a George Clooney
- 2011 - Awards Circuit Community Awards
  - Nomination Menzioni onorevoli
- 2012 - Georgia Film Critics Association
  - Nomination Miglior cast
- 2011 - Golden Schmoes Awards
  - Nomination Poster dell'anno
- 2011 - IGN Summer Movie Awards
  - Nomination Miglior film drammatico
  - Nomination Miglior poster
  - Nomination Miglior attore a Ryan Gosling
- 2011 - International Film Music Critics Award
  - Nomination Compositore dell'anno a Alexandre Desplat
- 2012 - Italian Online Movie Awards
  - Nomination Miglior attore non protagonista a Paul Giamatti
  - Nomination Miglior attore non protagonista a Philip Seymour Hoffman
  - Nomination Miglior sceneggiatura non originale a George Clooney, Beau Willimon e Grant Heslov
- 2012 - Jupiter Award
  - Miglior attore internazionale a George Clooney
- 2012 - Online Film & Television Association
  - Nomination Miglior cast
- 2011 - Women Film Critics Circle Awards
  - Nomination Miglior attore a Ryan Gosling
- 2012 - World Soundtrack Awards
  - Nomination Colonna sonora originale dell'anno a Alexandre Desplat
  - Nomination Compositore dell'anno a Alexandre Desplat